# پنکوتا
شهر پنکوتا (به رومانیایی: Pâncota) در شهرستان ارد در کشور رومانی واقع شده‌است. جمعیت این شهر ۷٬۴۱۸ نفر  است.